# Escándalo Shajty
El juicio de Shajty (en ruso: Ша́хтинское де́ло) fue un proceso fraudulento que tuvo lugar en la Unión Soviética en 1928 —el primero importante desde el del Partido Social-Revolucionario, en 1922—. Las autoridades soviéticas acusaron a 53 ingenieros y técnicos del distrito minero de Shajty, en el Cáucaso septentrional, de conspirar y sabotear la economía soviética junto con los antiguos dueños de las minas de carbón. Arrestados, el juicio fue celebrado el día 18 de mayo, en la Casa de los Sindicatos de Moscú. Marcó el comienzo del fin de la Nueva Política Económica (NEP) y, en cierto modo, fue un preludio de los posteriores Juicios de Moscú.

## Arrestos y proceso

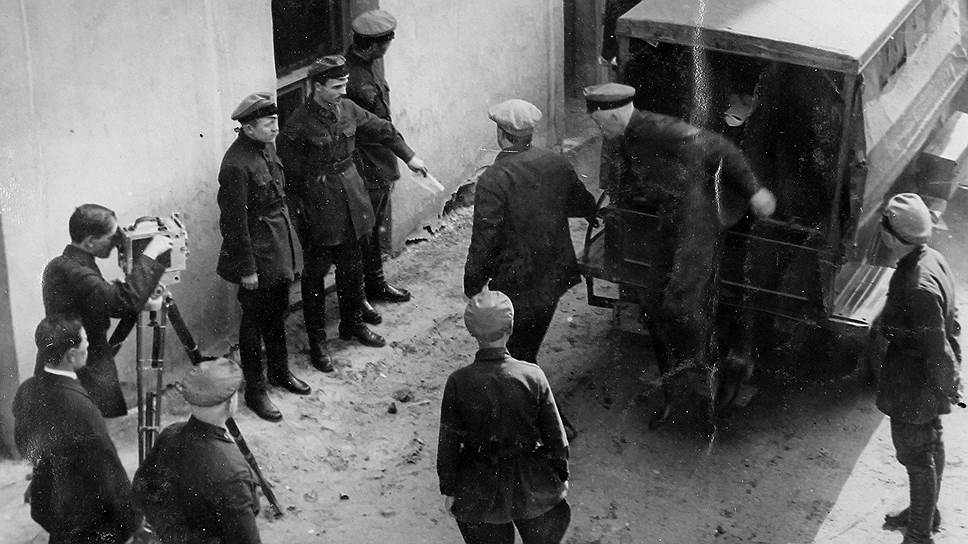
os acusados son escoltados por agentes de la OGPU.

El 7 de marzo de 1928, 48 ingenieros soviéticos y 5 alemanes que trabajaban en el distrito de Shajty, en la cuenca del Donets, fueron detenidos por las autoridades, acusados de conspiración y sabotaje industrial; de confabular con los antiguos propietarios de las minas de carbón —exiliados desde la revolución— para obstruir la economía soviética y restaurar el capitalismo.
Fueron trasladados a Moscú, donde se los juzgó en audiencia pública a partir del 18 de mayo en la Sala de las Columnas de la Casa de los Sindicatos. El grupo fue acusado con multitud de crímenes: planificación de explosiones en las minas, compras de equipo innecesarias a compañías extranjeras, incorrecta administración de las leyes laborales y los protocolos de seguridad, o fracaso en preparar adecuadamente nuevas minas. El arquitecto de los arrestos e interrogatorios fue Yefim Yevdokímov (si bien retirado del OGPU en 1931, con posterioridad dirigiría un equipo policial secreto dentro del propio NKVD).

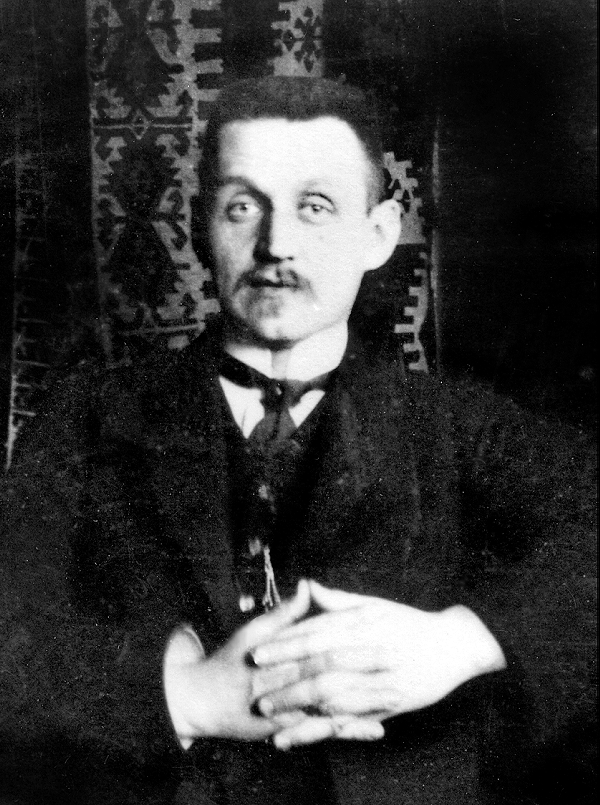
Retrato de Piotr Palchinski, c. 1913.

Entre los acusados y ejecutados se encontraban el industrial e ingeniero Nikolái von Meck (de ascendencia alemana báltica, si bien nacido en Moscú, y pariente de Chaikovski); Piotr Palchinski, ingeniero de minas y consultor del Gosplán; y el ingeniero militar A. F. Velichko. Durante la Gran Guerra, Palchinski había sido vicepresidente del Comité Central de Industria de Guerra, y Velichko había estado a cargo del transporte militar. En concreto, Von Meck fue acusado de «sabotear» el sistema ferroviario estatal; así, en este juicio se aplicó por vez primera el crimen de «sabotaje» (вредительство), recogido en el artículo 58 del Código Penal de la República Socialista Federativa Soviética de Rusia.

They picked this Palchinsky to be the chief defendant in a grandiose new trial. However, the [prosecutor] Krylenko, stepping into what was for him a new field—engineering—not only knew nothing about the resistance of materials but could not even conceive of the potential resistance of souls […] despite ten years of already sensational activity as a prosecutor. Krylenko's choice turned out to be a mistake. Palchinsky resisted every pressure the OGPU knew—and did not surrender; in fact, he died without signing any sort of nonsense at all. N. K. von Meck and A. F. Velichko were subjected to torture with him, and they, too, appear not to have given in.
Escogieron a este Palchinski para ser el encausado principal en un nuevo y grandioso juicio. Sin embargo, el [fiscal general] Krylenko, entrando en lo que era para él un nuevo campo —la ingeniería—, no solo no sabía nada sobre la resistencia de los materiales, sino que ni siquiera podía concebir la potencial resistencia de las almas […] pese a ya diez años de sensacional actividad como fiscal. La decisión de Krylenko resultó ser una equivocación. Palchinski resistió cada presión que el OGPU conocía, y no se rindió; de hecho, murió sin cantar ningún tipo de disparate. N. K. von Meck y A. F. Velichko fueron sometidos a tortura con él, y tampoco ellos parecen haber cedido.
—Solzhenitsyn (1974, p. 375)

## Implicaciones del juicio
Los juicios de Shakhty marcaron el comienzo de una larga serie de acusaciones contra los «enemigos del pueblo» (враг народа) o «de clase» (классовый враг), que se convertirían en un sello distintivo de la Gran Purga o Yezhóvshchina de 1937-38. En la década de 1920, bajo el liderazgo de Iósif Stalin, la Unión Soviética comenzó a apartarse de las medidas de la NEP, introducidas en época de Lenin, para implementar un programa de industrialización acelerada, según previsiones de los planes quinquenales. A finales del decenio, la industria soviética padecía una elevada proporción de accidentes laborales, causados por la ejecución de los proyectos productivos (poco realistas) y la escasa habilidad administrativa de los directores, nombrados por cargos políticos.
No obstante, Stalin y su círculo vieron en ello una oportunidad para limpiar la administración de los «viejos especialistas», profesionales cuyas habilidades eran indispensables para la industria, pero que sin el suficiente compromiso político comunista. En sus discursos de 1923 a 1925, el secretario general se expresaba con frecuente hostilidad hacia este grupo e incitó al resentimiento público contra ellos, por ejemplo, basándose en sus mejores sueldos. Acusarlos de «sabotaje» era una manera conveniente para reemplazar a esos «viejos especialistas» con individuos más afines en términos políticos y burocráticos.
Los juicios constituyeron un cambio en la política hacia la intelligentsia, los «especialistas burgueses» que antes habían tolerado y protegido, necesitados de sus habilidades, para luego substituirlos por el «joven especialista comunista proletario». Para motivar estas transformaciones en la sociedad y la cultura soviéticas, emplearon el concepto «guerra de clases». En varios artículos de 1928, el diario oficial Pravda utilizó los arrestos para advertir que la burguesía estaba utilizando el sabotaje como método de lucha.

### Respuesta de la población

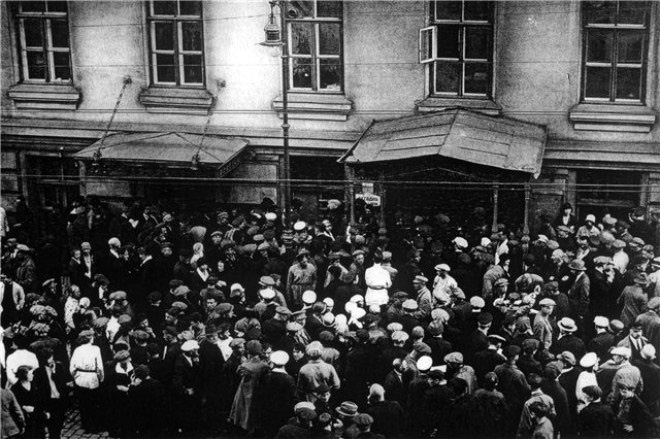
Trabajadores de Moscú en la Cámara de los Sindicatos durante la audiencia del caso Shakhty.

El proceso volvió a la población trabajadora contra los ingenieros, los administradores fabriles y los técnicos. Los trabajadores tenían problemas con las compañías que los empleaban, debido a sus bajos salarios y las malas condiciones laborales. Así, el juicio contribuyó a su desconfianza y descrédito, al tiempo que fortaleció el apoyo al Gobierno. Este aprovechó el descontento de los sectores obreros más bajos; durante y después del proceso, se incrementaron las adquisiciones de bonos de préstamo industrial por su parte. Asimismo, apareció el temor de que los alemanes y los revolucionarios estaban amenazando el país.

### Crisis con Alemania
El comisario de Asuntos Exteriores, Gueorgui Chicherin, temía la reacción alemana al arresto de sus ciudadanos en un momento de crisis de la política exterior soviética. Las autoridades no solo acusaban a los ingenieros alemanes, sino también a sus empresas, de haber participado en las actividades de sabotaje de la industria soviética. En efecto, y como temía Chicherin, el director de AEG, empresa a la que pertenecían cuatro de los cinco detenidos, amenazó a las autoridades soviéticas a través del embajador alemán en Moscú con rescindir sus contratos con la Unión Soviética en caso de que los ingenieros no fuesen liberados de inmediato. Chicherin logró interceder y liberar a dos de ellos, pero los demás pasaron a disposición judicial junto con los técnicos soviéticos.
El secretario de Estado alemán, Carl von Schubert, consideró que la gestión de los juicios de Shajty había sido errónea. A su parecer, el Gobierno soviético debería haberles informado de los crímenes; si estos se ajustaran a la ley, los acusados alemanes podrían haber sido deportados de Rusia —pero ese no fue el caso—.

## Consecuencias

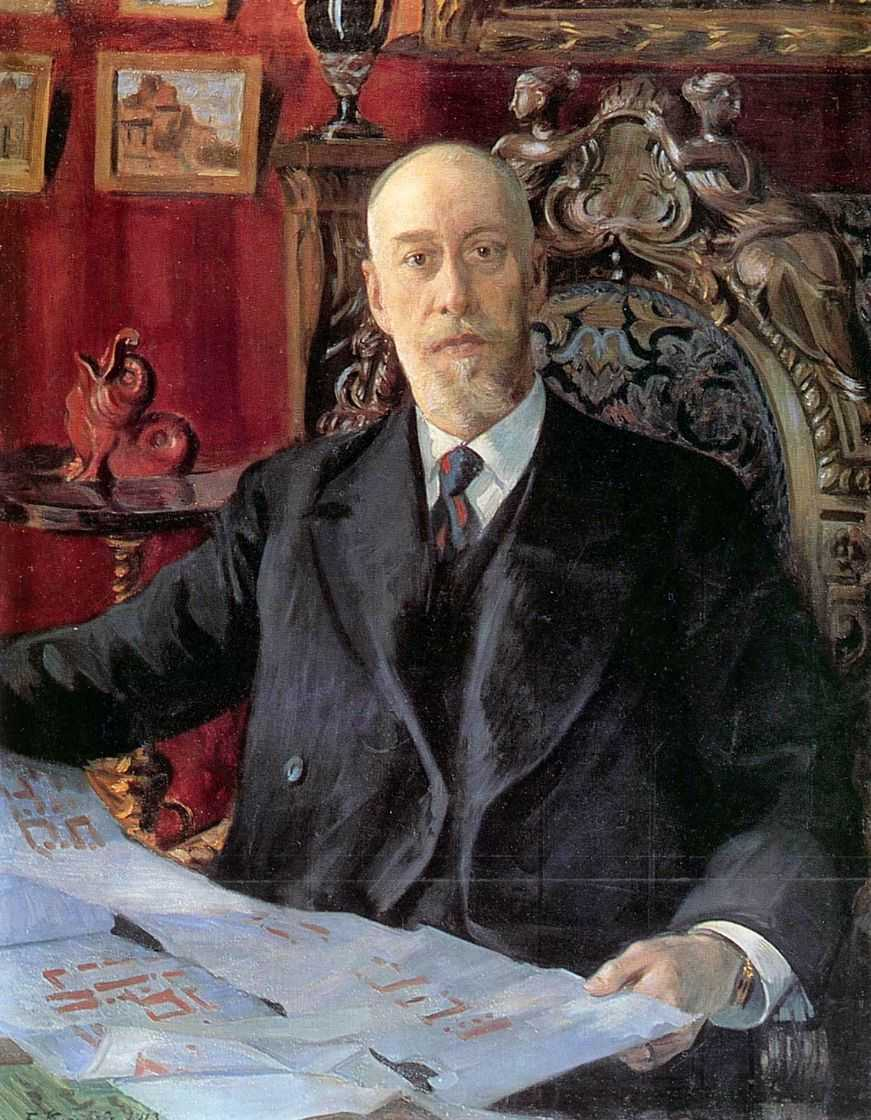
Pintura al óleo de Nikolai von Meck por Boris Kustodiev.

Aunque inocentes de los cargos de los que se los acusaba, casi todos los detenidos fueron condenados por el Tribunal Supremo soviético. El proceso resultó en la sentencia a muerte de 11 de los 53 ingenieros acusados; 34 fueron enviados a prisión, 4 fueron absueltos y otros 4 recibieron suspensiones. De las 11 penas capitales, 6 fueron commutadas como «recompensa» por sus «confesiones». Piotr Palchinski fue ejectuado en 1929 por sus posiciones políticas, al igual que Nikolái von Meck.
Tras los juicios de Shakhty siguió un torrente de expulsión social, sobre todo en las escuelas de secundaria. Cualquier niño que formase parte de una organización ilegal, como los grupos religiosos o escultistas (caso de los Russkiy Skaut), sería expulsado. Con el crecimiento de la base académica, muchas universidades implementaron la discriminación en su acceso mediante el numerus clausus, dictado por criterios políticos y socialesocial criteria took over. El Comité Central del Partido fijó que a la Universidad deberían ingresar más comunistas y que el control sobre las facultades técnicas y las escuelas debería transferirse a la Vesenjá. Esto contribuyó a crear una nueva intelligentsia, nuevas elites de «trabajadores cultos y educados», que incluían a futuros líderes soviéticos como Nikita Jrushchov y Leonid Brézhnev.
De este modo, el juicio sirvió para criticar a la intelectualidad ajena al partido y a las clases cultas de origen privilegiado, a las que se presentó como enemigas del Estado soviético. Según la acusación, el sabotaje industrial, al servicio de las potencias extranjeras capitalistas, debía preceder a una nueva intervención militar contra la Unión Soviética y serviría para desbaratar los intentos soviéticos de industrialización. Desató una ola de represión de la intelectualidad que no pertenecía al PCUS, de acusaciones de sabotaje de esta y puso fin al periodo de la Nueva Política Económica, con el beneplácito de Stalin. Este utilizó el juicio y sus consecuencias para desprestigiar a la oposición de derecha, que defendía el papel de la intelectualidad en la NPE.
En esta se integraban Nikolái Bujarin, Alekséi Rýkov y Mijaíl Tomski, quienes opusieron desde dentro del Politburó a la nueva política de represión. Pero Stalin insistió en que el capital internacional estaba tratando de «debilitar nuestro poder económico mediante la intervención económica invisible, no siempre obvia pero completamente seria, organizando sabotajes, planeando todo tipo de "crisis" en una rama u otra de la industria, y, así, facilitando la posibilidad de la futura intervención militar». Dijo: «Tenemos enemigos internos. Tenemos enemigos externos. No podemos olvidarnos de esto ni un momento». Bujarin y Rýkov fueron juzgados y condenados por traición en 1938, en el tercero de los juicios de Moscú, de modo semejante al de Shajty. Estas farsas judiciales fueron utilizadas con el fin de presentar a la sociedad soviética lo que percibían como grandes amenazas para la patria. En consecuencia, desempeñaron un importante papel para crear la atmósfera política y cultural en que se desarrollarían las purgas de 1936-38.

Fifty Russian and three German technicians and engineers from the coal industry were to be tried publicly on charges of counter-revolutionary sabotage and espionage […] This was Revolutionary Justice […] the same Revolutionary Justice that had presided over the guillotine in the French Terror […] the accused men were coming into the court pre-judged […] We waited in vain for a genuine piece of impersonal and unimpeachable testimony […] that did not carry the suspicion of G.P.U. extortion. The "far-reaching international intrigue" never did emerge […] Only a very few [of the accused], among them two aged Jews, Rabinovich and Imineetov, retained their self-respect intact. Imineetov said, "One day another Zola will arise and will write another J'Accuse to restore our names to honor."
Cincuenta rusos y tres alemanes técnicos e ingenieros de la industria del carbón iban a ser juzgados en público por cargos de sabotaje contrarrevolucionario y espionaje […] Esto era Justicia revolucionaria […] la misma Justicia revolucionaria que había presidido la guillotina en el Terror francés […] los hombres acusados estaban llegando al tribunal juzgados de antemano... Esperamos en vano por una muestra genuina de testimonio impersonal e irrecusable... que no portara la sospecha de extorsión del GPU. La «intriga de gran alcance internacional» nunca emergió […] Solo unos pocos [de los acusados], entre ellos dos ancianos judíos, Rabinóvich e Imineetov, mantuvieron su amor propio intacto. Imineetov dijo: «Un día, otro Zola surgirá y escribirá otro J'Accuse para restaurar el honor de nuestros nombres».
—Lyons (1991, pp. 114-133).

### Coetánea
- Krávchenko, Víktor (1946). I chose freedom: the personal and political life of a Soviet official. Nueva York: Garden City.
- Lyons, Eugene (1991) [1937]. Assignment in Utopia. New Brunswick: Transaction. ISBN 978-0887388569.

### Historiográfica
- Bailes, Kendall E. (2016) [1978]. Technology and society under Lenin and Stalin: origins of the soviet technical intelligentsia, 1917–1941. Princeton (Nueva Jersey): Princeton University Press. ISBN 9780691605753.

- Beissinger, Mark R. (1988). Scientific management, socialist discipline, and Soviet power. Cambridge (Massachusetts): Harvard University Press. ISBN 0674794907.
- Chase, William (2005). «Stalin as producer: the Moscow show trials and the construction of mortal threats».  En Sarah Davies y James Harris, ed. Stalin: a new history. Cambridge: Cambridge University Press. pp. 226-248. ISBN 9780511614897. doi:10.1017/CBO9780511614897.015.
- Crowl, James William (1982). Angels in Stalin's paradise: Western reporters in Soviet Russia, 1917 to 1937, a case study of Louis Fischer and Walter Duranty. Lanham (Maryland): University Press of America. ISBN 9780819121851.
- Fitzpatrick, Sheila (1974). «Cultural revolution in Russia 1928–32». Journal of Contemporary History 9 (1): 33-52.
- —— (1979). «Stalin and the making of a new elite, 1928–1939». Slavic Review 38 (3): 377-402.
- Kotkin, Stephen (2014). Stalin: paradoxes of power, 1878–1928. Londres: Allen Lane. ISBN 978-0-713-99944-0.
- Lenoe, Matthew E. (2004). Closer to the masses: Stalinist culture, social revolution, and Soviet newspapers. New Haven: Harvard University Press. ISBN 9780674040083.
- McCauley, Martin (2008) [1983]. Stalin and Stalinism (3.ª edición). Harlow: Pearson Longman. ISBN 978-1405874366.

- O'Connor, Timothy Edward (1988). Diplomacy and revolution: G.V. Chicherin and Soviet Foreign Affairs, 1918–1930. Iowa: Iowa State University Press. ISBN 9780813803678.
- Rosenbaum, Kurt (1962). «The German involvement in the Shakhty Trial». The Russian Review 21 (3): 238-260.
- —— (1965). Community of fate: German-Soviet diplomatic relations 1922–1928. Syracuse: Syracuse University Press. ISBN 9780815620792.
- Shub, David (1964). «The Trial of the SRs». The Russian Review 23 (4): 362-369.
- Solzhenitsyn, Aleksandr (1974) [1973]. The Gulag Archipelago, 1918–1956: an experiment in literary investigation, I–II 1. trad. Thomas P. Whitney. Nueva York: Harper & Row. ISBN 0-06-013914-5.

- Datos: Q2388943
- Multimedia: Shakhty-Trial / Q2388943